# Aiatolá
Aiatolá (português brasileiro) ou aiatola (português europeu) (em farsi: آیت‌الله, Ayatollah; em árabe: آية الله, ayatul-Lah) é um título honorífico indicativo de grande conhecimento da religião islâmica usado por clérigos de alto escalão da vertente xiita dessa religião. Tornou-se amplamente conhecido sobretudo após a Revolução Islâmica de 1979, no Irã, quando aiatolás passaram a exercer a função de líder supremo na hierarquia política e religiosa daquele país. O título de aiatolá não é usado por outras vertentes do Islã, tais como os sunitas.

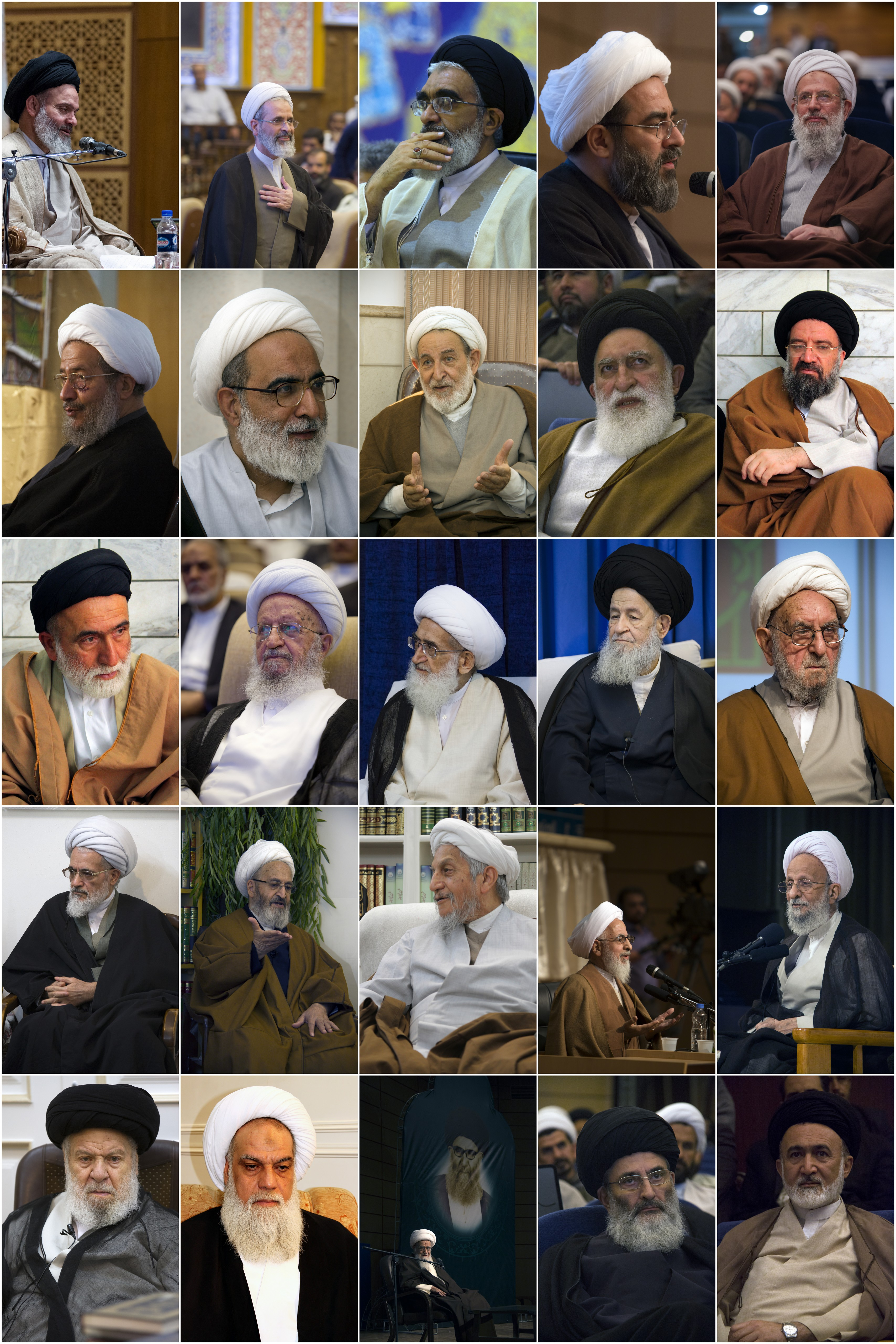
Grandes Aiatolás de Qom, Irã

Existe uma diferença entre o termo xeque, indicativo de quem estudou a lei islâmica xaria em uma universidade islâmica, e aiatolá. Este último título é dado apenas àqueles que têm merecimento, seja por aclamação ou nomeação de outro Aiatolá, ou ainda indicação de um xeque. Para ser um aiatolá, além de conhecimento e discernimento, o agraciado deve ser considerado descendente direto de Maomé.
Em tradução literal, o termo aiatolá significa "sinais de Alá" ou "sinais de Deus", de “Aiât” (sinais, singular: ayah, sinal) e “Allah”, Deus, ou seja, o aiatolá é considerado expoente do conhecimento no Islã xiita.
Não há votação para a escolha e sim aclamação direta: assim, um clérigo comum pode ser aclamado diretamente ao cargo se tiver o conhecimento e discernimento necessário.

## Lista de Aiatolás
- Aiatolá Khomeini — Talvez uns dos mais importantes aiatolás, precursor e pai da revolução islâmica no Irã
- Aiatolá Seyyed Mustafá Musavi — Pai de Khomeini
- Aiatolá Haajj Sayyid Alî Khamenei — Ex-presidente do Irã
- Aiatolá Sayyid Jawad Husaini Khamenei — Pai de Khamenei
- Aiatolá Ali al-Sistani — Influência no Iraque
- Aiatolá Fadhlullah — Influência no Líbano